# Іванопілля (зупинний пункт)
Іванопі́лля — пасажирський залізничний зупинний пункт Лиманської дирекції Донецької залізниці.
Розташований у селі Іванопілля Краматорського району Донецької області на лінії Ясинувата — Костянтинівка між станціями Костянтинівка (5 км) та Кривий Торець (8 км).
Станом на лютий 2020 року приміське пасажирське сполучення по Іванопіллю припинене.